# Jetske Reinou van der Malen
Jetske Reinou van der Malen (Leeuwarden, 23 oktober 1681 – aldaar, 9 maart 1752) was een 18e-eeuwse Friese dichteres.

## Leven en werk
Jetske Reinou van der Malen was de dochter van Michiel van der Malen, advocaat van het Hof van Friesland en van 1686 tot 1689 schepen van Leeuwarden, en Rixt de Horn. Haar vader overleed in 1691. Drie jaar later hertrouwde haar moeder met Johan Hemsterhuis, die van 1704 tot zijn dood in 1706 hoogleraar geneeskunde aan de Universiteit van Franeker was, zodat het gezin enkele jaren in Franeker woonde. Verder heeft Jetske Reinou van der Malen, die ongehuwd bleef, altijd in Leeuwarden gewoond. Zij was daar tussen 1710 en 1740 het middelpunt van een kring van piëtistische dichteressen, waartoe ook Aurelia Zwartte, Allegunda Ilberi en Magdalena Pollius behoorden.      
Tussen 1709 en 1713 verschenen drie losse gedichten van haar hand in druk: in 1709 een lofdicht op de stadhouder van Friesland Johan Wilhelm Friso, prins van Oranje-Nassau, in 1711 een lijkdicht bij zijn dood en in 1713 een gedicht op de Vrede van Utrecht. In 1728 verscheen haar enige dichtbundel Zede-, Mengel- en Lykdichten met 55 gedichten, geschreven tussen 1702 en 1727, mogelijk al vanaf 1700. Uit de laatste 25 jaar van haar leven zijn geen gedichten bekend.
Door haar geboorte en opvoeding verkeerde Jetske Reinou van der Malen in Friese adellijke en notabele kringen, wat blijkt uit de namen van de personen aan wie zij lof- en lijkdichten wijdde en opdroeg. Ook schreef zij lofdichten op andere dichters als Jeremias de Decker en Katharyne Lescailje. Zie het fragment van haar lijkdicht op Lescailje hieronder.

## Gedicht (fragment)
Klachten over 't afsterven van de alom beroemde puikdichteresse mejuffer Katarina Lescailje

(...)

Dat geeft ons heden klagensstof:
Ons, die de dichtkunst hoog waarderen:
Nu Katarijne, rijk van lof,
Die Katarijne, waardig te eren:
Dat schoon doorluchtig groot verstand,
In dichtkunst zo volmaakt bedreven,
Geboren om haar vaderland,
En haar geslacht ter eer te leven,
Niet meer... - helaas! mijn veder beeft -
Niet meer tot steun der dichtkunst leeft.

Nu zij ons oor niet meer zal strelen,
Door haar bekorelijken trant;
Nu wij geen nieuwe dichtjuwelen,
Meer wachten mogen van haar hand;
nu die doorschrandre, zo vol gaven!
Dat vaak belauwerd breinrijk hoofd
Is in een duistren kuil begraven;
Nu 't levenslicht is uitgedoofd
Van haar, wiens schone maatgezangen,
Bij elk met eerbied zijn ontvangen.

O edle dichtkunst! treur vol smart.
Ruk af uw schone praalsieraden.
U past, u past een droevig hart!
U passen zwarte treurgewaden!
Nu praalt de dood met rijk gewin,
En gij hebt dubble stof tot klagen,
Omdat uw grote dichterin!
uw zielvermaak! uw welbehagen!
Voor 't strenge sterflot heeft gebukt,
En u voor eeuwig is ontrukt.

Gij dichtren, gij Apollo's zonen,
Gij die in 't floers haar dood beweent:
Vlecht lijkcypres, breng lauwerkronen
Ter rustplaats van haar koud gebeent:
Gelijk zij eertijds, vol van ijver,
Versierde 't graf met pronk en praal,
Van de eer der dichtren, de Ystroomschrijver [=Antonides van der Goes]
En Ruyter, Hollands admiraal.
Roem, roem haar gaven, waardig te eren,
Waardoor zij de eeuwen zal braveren.

Ach, was haar dichtgeest en verstand
Mij aangeërfd bij haar verscheiden!
Wat zou mijn nimf, op grootsen trant,
Met droeven maatzang 't lijk geleiden,
Ter plaatse waar zij rusten zal,
Totdat weer ziel en lichaam paren,
Wanneer het schel bazuingeschal
Alom zal 's Heilands komst verklaren.
Wat zou men in zo rijk een stof,
Al melden tot haar waardig lof.

(In: Zede-, Mengel- en Lykdichten p. 167-170.)

## Uitgave
- Jetske Reinou van der Malen: Zede-, Mengel- en Lykdichten. Leeuwarden, 1728.